# Carlos Ruiz Zafón
Carlos Ruiz Zafón (født 25. september 1964 i Barcelona, død 19. juni 2020 i Los Angeles) var en spansk romanforfatter, der fra 1993 boede i Los Angeles, hvor han brugte en årrække på at skrive, mens han arbejdede på sin karriere som forfatter.
I 2001 udgav han romanen La sombra del viento (Vindens Skygge), som er oversat til 45 forskellige sprog og er en monumental bestseller i Spanien, ligesom den blev belønnet med den amerikanske litteraturpris The Barry Award 2005 i kategorien Bedste debutroman.
I 2009 udgav han El juego del ángel (Englens Spil), hvis handling er sat til at foregå før La sombra del viento.
Carlos Ruiz Zafón er blevet sammenlignet med både Umberto Eco og Charles Dickens.